# 三上武之助
三上 武之助（みかみ たけのすけ、1899年（明治32年）- 1933年（昭和8年））は、日本の建築技師。
主な作品に東宮仮御所倉庫（1925年）、秩父宮邸（1927年）などがある。

## 略歴
京都生まれ。1924年（大正13年）京都帝国大学工学部建築学科卒業。当初鉄道省にはいるが、同年技手として宮内省にはいる。構造設計を担当。1931年（昭和6年）から技師となり、臨時帝室博物館造営課勤務となる。